# Torre de Roglianu
A Torre de Roglianu ou Torre de Parrochia (em corso:  Torra di Roglianu) é uma torre genovesa localizada na comuna de Rogliano, na região de Cap Corse, na ilha de Córsega.
A torre fica na aldeia de Rogliano a uma altitude de 150 m (490 ft). Foi construída no século XV e agora é propriedade privada. Em 1935, foi listada como um dos monumentos históricos oficiais da França.